# Кладбища Самары

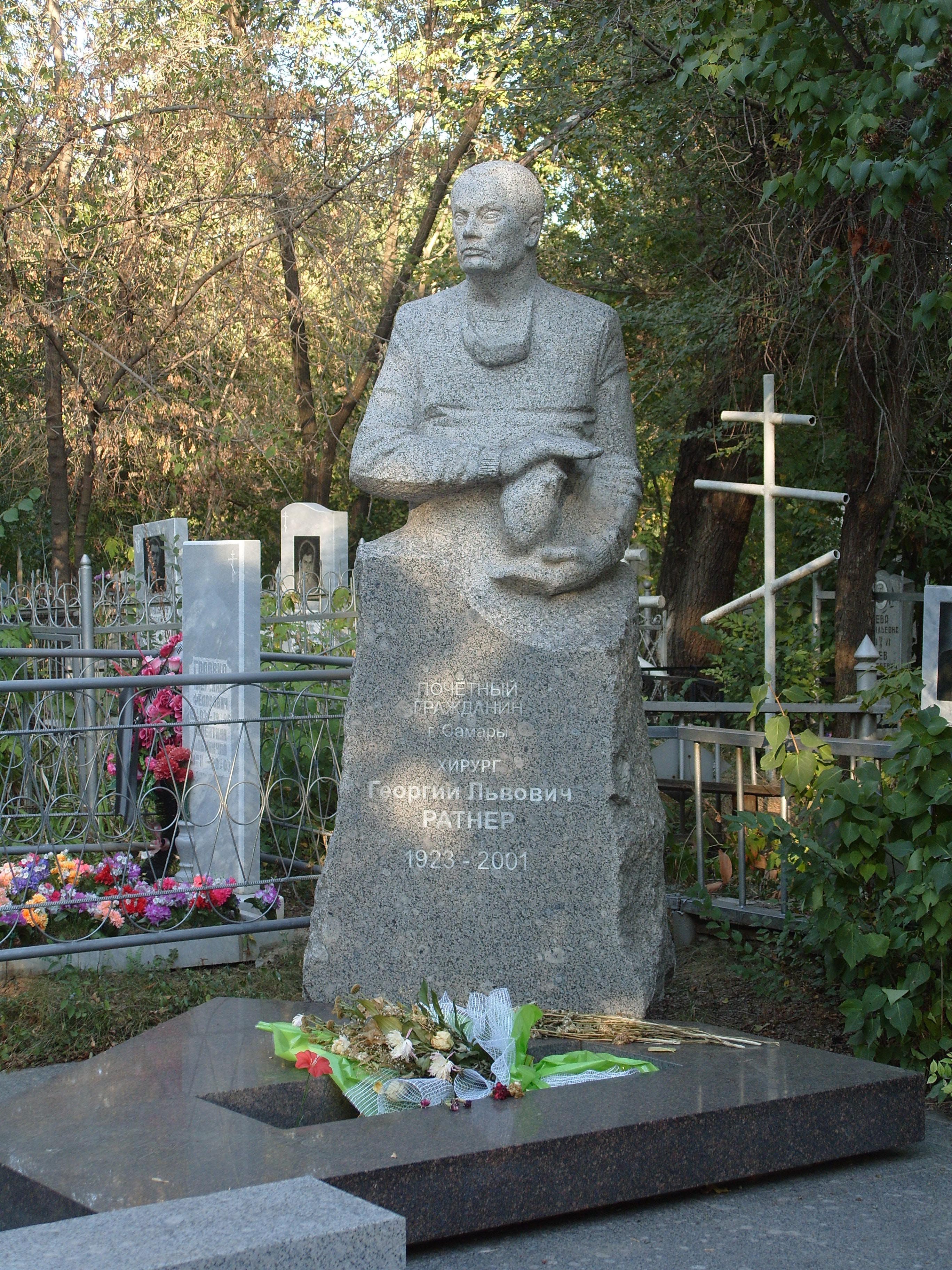
Памятник на могиле Георгия Львовича Ратнера на Городском кладбище

На территории городского округа Самара имеется 16 кладбищ общей площадью 350 га. Большинство из них используется ограниченно (захоронения разрешаются только в могилы родственников).
Массовые захоронения до 2012 года велись на Рубёжном, ресурс которого практически исчерпан. С 2012 года основным кладбищем является «Южное», площадь которого увеличена на 5,67 га.

## Функционирующие кладбища

### Кладбища Самары
| Номер п/п | Название (год открытия)  | Площадь, га | Захоронено, тыс. чел. | Расположение                                     |
| --------- | ------------------------ | ----------- | --------------------- | ------------------------------------------------ |
| 1         | «Безымянское» (1942)     | 19          | 54                    | Самара, улица Пугачёвская, 85                    |
| 2         | «Берёза» (1960)          |             |                       | посёлок Берёза                                   |
| 3         | «Городское» (1932)       | 68          | 180                   | Самара, улицы Партизанская, Лунная, Дзержинского |
| 4         | «Еврейское» (1867)       | 2           | 3                     | Самара, улица Юзовская, 2                        |
| 5         | «Зубчаниновское» (1910)  | 11,1        | 19,5                  | Самара, улица Магистральная                      |
| 6         | «Кряжское» (1940)        |             | 4,5                   | посёлок Кряж, улица Утёвская                     |
| 7         | «Лесное» (1984)          | 44,5        | 18,5                  | посёлок Управленческий, Банковский переулок, 3а  |
| 8         | «Мехзаводское» (1949)    |             |                       | посёлок Мехзавод                                 |
| 9         | «Песчаная Глинка» (1955) |             |                       | посёлок Песчаная Глинка                          |
| 10        | «Прибрежное» (1960)      |             |                       | посёлок Прибрежный                               |
| 11        | «Рубёжное» (1972)        | 112         | 170                   | посёлок Рубёжный                                 |
| 12        | «Сорокины Хутора» (1930) |             |                       | посёлок Сорокины Хутора                          |
| 13        | «Татарское» (1900)       | 4,7         |                       | Самара, улица Юзовская, 3                        |
| 14        | «Управленческое» (1950)  | 3,28        | 4                     | посёлок Управленческий                           |
| 15        | «Южное» (1984)           |             | 87                    | село Верхняя Подстёпновка                        |
| 16        | «Яблонька» (1940)        |             |                       | Самара, улица Демократическая                    |

### Кладбища Тольятти
| Номер п/п | Название      | Площадь, га | Захоронено, тыс. чел. | Расположение |
| --------- | ------------- | ----------- | --------------------- | ------------ |
| 1         | «Баныкинское» |             |                       | Тольятти     |
| 2         | «Городское»   | 100         |                       | Тольятти     |
| 3         | «Тоазовское»  | 68,8        |                       | Тольятти     |

## Ранее существовавшие кладбища
1. Всехсвятское кладбище (утрачено в 1930-х годах)
2. Кладбище на территории Иверского женского монастыря (утрачено в 1920-х годах)
3. Покровское кладбище (утрачено в 1920-х годах)
4. Кладбище Томашева Колка (утрачено в 1930-х годах)
5. Кладбище Мещанского посёлка (утрачено в 1930-х годах)
6. Николаевское кладбище (утрачено в 1920-х годах)
7. Эпидемические (холерные) кладбища (действовали с 1891 г., утрачены в 1940-х годах)